# Gewährleistung
Gewährleistung, auch Mängelhaftung, bedeutet im Schuldrecht das Einstehenmüssen für eine mangelhafte Leistung. Das Gewährleistungsrecht ist ein Teil des Leistungsstörungsrechts.
Im Beispiel des Sachkaufs haftet der Verkäufer für einen Mangel der gekauften Sache. Schuldner der Mängelansprüche ist grundsätzlich der Verkäufer, nicht der Hersteller der Sache. Jeweils eigene Gewährleistungsregelungen gibt es u. a. auch bei Miet-, Reise- und Schenkungsverträgen.
Von der gesetzlichen Gewährleistung ist die Übernahme einer Garantie zu unterscheiden.
In der Europäischen Union beeinflussen Rechtsakte des Verbraucherschutzrechts das nationale Gewährleistungsrecht, z. B. die Verjährungsfrist oder eine Beweislastumkehr. Die Verbrauchsgüterkauf-Richtlinie (EU-Richtlinie 99/44) bspw. bestimmte einheitliche Mindeststandards für die Gewährleistung beim Verkauf einer Ware von einem Unternehmer an einen Verbraucher.

## Das deutsche Gewährleistungsrecht

### Begriff und Bezeichnung
Im Rahmen der Schuldrechtsreform des Bürgerlichen Gesetzbuchs (BGB), die am 1. Januar 2002 in Kraft trat, wurde das Kaufvertragsrecht umfassend überarbeitet. Insbesondere die Regeln über das Mängelfolgenrecht wurden stark verändert. Eine Sonderregelung über die Gewährleistung für Hauptmängel beim Viehkauf gibt es seitdem nicht mehr.
Zuvor wurde die Mängelhaftung als Gewährleistung bezeichnet; der Sinn lag darin, mit der Bezeichnung klarzumachen, dass es sich um eine Regelung handelt, die vollständig vom allgemeinen Teil des Schuldrechts abgetrennt war. Das neue Regelungsregime hingegen hat diese Eigenschaft nicht mehr. Das Mängelrecht beim Kaufvertrag ist jetzt im Wesentlichen durch das allgemeine Schuldrecht bestimmt; dessen Regelungen werden nur in bestimmten Rahmen durch das Kaufvertragsrecht modifiziert, sind aber ansonsten anwendbar. Deshalb wird vielfach argumentiert, dass die Bezeichnung „Gewährleistung“ jetzt aufgegeben werden sollte. Da der Verkäufer nun prinzipiell nach den ganz normalen Regeln für Mängel, also auf seiner Seite eine Nichterfüllung seiner Pflichten, haften muss, solle jetzt besser von Mängelhaftung gesprochen werden. Das BGB verwendet den Begriff „Gewährleistung“ selbst nur am Rande (vgl. § 365 BGB) und spricht sonst von einzelnen Mängelansprüchen.
Im Kaufrecht in § 437 BGB und im Werkvertragsrecht in § 634 BGB werden die Rechte genannt, die dem Käufer beziehungsweise dem Besteller im Werkvertragsrecht bei Vorliegen eines Mangels zustehen. Die nähere Ausgestaltung der einzelnen Mängelansprüche ergibt sich aus den in § 437, § 634 BGB genannten einzelnen Vorschriften des Kauf- und Werkvertragsrechts, wobei zum Teil auf Vorschriften des Allgemeinen Schuldrechts verwiesen wird. Die Regelungstechnik des Gesetzes mit mehrfachen Verweisungen ist kompliziert und für Nichtjuristen daher nicht immer verständlich.

### Übersicht der Mängelrechte
Einzelne Mängelrechte sind nach deutschem Recht:
- im Kaufrecht:
  - (zunächst nur) Anspruch auf Nacherfüllung (§ 439 BGB),
  - dann Rücktrittsrecht (§ 440, § 323, § 326 Abs. 5 BGB und die dort genannten Vorschriften),
  - oder Minderung (§ 441 BGB),
  - Anspruch auf Schadensersatz (§ 437 Nr. 3 BGB und die dort genannten Vorschriften),
  - Ersatz vergeblicher Aufwendungen (§ 284 BGB),

- im Werkvertragsrecht:
  - (zunächst nur) Anspruch auf Nacherfüllung (§ 635 BGB), dann alternativ
  - Anspruch auf Ersatz der Aufwendungen und Vorschuss bei Selbstvornahme (§ 637 BGB) oder
  - Rücktrittsrecht (§ 634 Nr. 3 BGB und die dort genannten Vorschriften) oder
  - Minderungsrecht (§ 638 BGB) oder
  - Anspruch auf Schadensersatz (§ 634 Nr. 4 BGB und die dort genannten Vorschriften).

### Mangel (Kaufrecht)

#### Begriff
Die Gewährleistung umfasst sowohl die Haftung für Sachmängel, d. h. Mängel in Bezug auf die Beschaffenheit des Kaufgegenstandes, als auch für Rechtsmängel, wie z. B. das fehlende Eigentum (sofern kein gutgläubiger Erwerb möglich ist). Ein vom Verkäufer zu vertretender Mangel muss bei Gefahrenübergang (also meist nach § 446 BGB bei Übergabe der Sache) vorliegen (§ 434 Abs. 1 S. 1 BGB); jedoch können auch später auftretende Defekte Sachmängel sein, wenn sie schon bei Gefahrübergang „im Keim“ angelegt waren (so genannte Keimtheorie). Beim Kauf von Verbrauchsgütern (= beweglichen Sachen) sieht das Gesetz (§ 477 BGB) als grundsätzliche Beweiserleichterung für Verbraucher vor, dass ein Mangel, der sich innerhalb von einem Jahr nach Gefahrübergang zeigt, bereits beim Kauf vorhanden gewesen sein dürfte (Beweislastumkehr), es sei denn, das Gegenteil wäre offensichtlich.

#### Beweislast
Für die Beweislast gilt allgemein § 363 BGB: Hat der Käufer die Sache als Erfüllung angenommen oder im Werkvertragsrecht der Besteller die Sache abgenommen (§ 640 BGB), trifft den Käufer oder den Besteller die Beweislast für a) den Sachmangel an sich und b) dafür, dass dieser Mangel von Anfang an vorhanden war, wenn sie Mängelansprüche geltend machen. Abweichend gilt beim Verbrauchsgüterkauf (§ 474 BGB) teilweise nach § 477 BGB eine Beweislastumkehr in Form einer Vermutung: Hier wird in den ersten zwölf Monaten (sechs Monate bis Ende 2021) nach Übergabe vermutet, dass der Mangel schon bei der Übergabe vorlag, „es sei denn, diese Vermutung ist mit der Art der Sache (beispielsweise bei typischen Verschleißteilen und kurzlebigen Verbrauchsgütern) oder des Mangels (etwa weil der Mangel so offensichtlich ist, dass er bereits beim Kauf hätte bemerkt werden müssen) unvereinbar“. Erst danach muss der Käufer die Mangelhaftigkeit bei Übergabe beweisen.
Die große Problematik bei der Beweislast ist, dass es dem Käufer – insbesondere dem Verbraucher – nicht möglich ist, ohne den erheblichen Aufwand eines Gutachtens nachzuweisen, dass ein Mangel von Anfang an vorhanden war.
Da sich die Pflicht zur Gewährleistung aus dem Kaufvertrag ergibt, gibt diese auch nur Ansprüche gegen den Verkäufer, nicht aber gegenüber dem Hersteller oder Zwischenhändlern in der Lieferkette.

#### Haftungsausschluss
Im Gegensatz zur (freiwilligen) Garantie gehört die Mängelhaftung zum gesetzlichen Standardinhalt eines Kaufvertrags. Grundsätzlich sind die entsprechenden gesetzlichen Regelungen aber dispositives Recht und können daher durch Vereinbarung zwischen Verkäufer und Käufer eingeschränkt oder auch ganz ausgeschlossen werden (dass dies geht, zeigt sich im Übrigen an § 444 BGB, der von der Zulässigkeit eines Haftungsausschlusses ausgehen muss, weil er sonst nicht sinnvoll Ausnahmen von der Wirksamkeit einer solchen Vereinbarung festlegen könnte).
Die grundsätzliche Möglichkeit des Haftungsausschlusses bzw. der Haftungsbeschränkung ist im Rahmen der Schuldrechtsmodernisierung 2002 erheblich eingeschränkt worden.
§ 476 Abs. 1 BGB verbietet im Falle eines Verbrauchsgüterkaufs vorbehaltlich eines Ausschlusses bzw. einer Beschränkung des Schadensersatzanspruches (vgl. § 476 Abs. 3 BGB) die generelle Freizeichnung des Verkäufers von Mängelhaftungsansprüchen des Käufers. Da sich die Möglichkeit des Haftungsausschlusses direkt aus dem BGB ergibt, sind etwaige Hinweise auf ein (angebliches) EU-Kaufrecht, wie sie bei Online-Auktionen häufig zu finden sind, schlichtweg falsch (zumal die zugrundeliegende EU-Richtlinie lediglich das Verbot des Haftungsausschlusses im Rahmen des Verbrauchsgüterkaufs, nicht aber seine Zulässigkeit im Normalfall regelt).
Ein an sich zulässiger Ausschluss des Schadensersatzanspruches im Rahmen eines Verbrauchsgüterkaufs kann allerdings – falls er im Rahmen von Allgemeinen Geschäftsbedingungen vorgenommen wurde – bei neuen Verkaufsgegenständen nach § 309 Nr. 8 lit. b BGB unwirksam sein; eine weitere Schranke ergibt sich nach § 444 BGB für den Fall, dass der Verkäufer einen Mangel vorsätzlich verschweigt oder eine sog. Beschaffenheitsgarantie übernommen hat. Diese zuletzt genannten Vorschriften gelten im Rahmen ihres Anwendungsbereiches auch außerhalb des Verbrauchsgüterkaufs und in Hinblick auf sämtliche Gewährleistungsansprüche des Käufers.
Selbst wenn die Voraussetzungen des § 444 BGB nicht gegeben sind, kann es vorkommen, dass ein vereinbarter Haftungsausschluss nicht in uneingeschränktem Sinne aufzufassen ist. Maßgeblich ist insoweit nicht nur der Wortlaut der Ausschlussbestimmung, sondern der gesamte Vertragstext. Ein Leitsatz des Bundesgerichtshofes lautet: „Sind in einem Kaufvertrag zugleich eine bestimmte Beschaffenheit der Kaufsache und ein pauschaler Ausschluss der Sachmängelhaftung vereinbart, ist dies regelmäßig dahin auszulegen, dass der Haftungsausschluss nicht für das Fehlen der vereinbarten Beschaffenheit (§ 434 Abs. 1 Satz 1 BGB), sondern nur für solche Mängel gelten soll, die darin bestehen, dass die Sache sich nicht für die nach dem Vertrag vorausgesetzte Verwendung eignet (§ 434 Abs. 1 Satz 2 Nr. 1 BGB) bzw. sich nicht für die gewöhnliche Verwendung eignet und keine Beschaffenheit aufweist, die bei Sachen der gleichen Art üblich ist und die der Käufer nach der Art der Sache erwarten kann (§ 434 Abs. 1 Satz 2 Nr. 2 BGB).“
Eine AGB-Klausel wie beispielsweise „...verkauft unter Ausschluss jeglicher Gewährleistung...“ ist nichtig, sofern nicht ausdrücklich die in § 309 BGB genannten Tatbestände ausgenommen werden. Denn „eine umfassende Freizeichnung in Allgemeinen Geschäftsbedingungen, nach der die Haftung des Klauselverwenders auch für Körper- und Gesundheitsschäden (§ 309 Nr. 7 Buchst. a BGB) sowie für sonstige Schäden auch bei grobem Verschulden (§ 309 Nr. 7 Buchst. b BGB) ausgeschlossen ist, ist wegen unangemessener Benachteiligung des Vertragspartners des Verwenders unwirksam“.

#### Nutzungsentschädigung beim Austausch eines Produktes
Gemäß einem Urteil des Gerichtshofs der Europäischen Gemeinschaften (EuGH) vom 17. April 2008 ist eine solche Nutzungsentschädigung für den Fall, dass die Regelung einem „Verkäufer, wenn er ein vertragswidriges Verbrauchsgut geliefert hat, gestattet, vom Verbraucher Wertersatz für die Nutzung des vertragswidrigen Verbrauchsguts bis zu dessen Austausch durch ein neues Verbrauchsgut zu verlangen“, mit der EG-Richtlinie 1999/44/EG nicht vereinbar. Diesem Urteil folgend ist beim Verbrauchsgüterkauf auch nach dem Bundesgerichtshof bis zur Nachlieferung keine Entschädigung für die Nutzung der mangelhaften Sache zu zahlen.

#### Verjährung
Nach § 438 Abs. 1 Nr. 3 BGB beträgt die Verjährungsfrist für die Ansprüche aus Gewährleistung seit 1. Januar 2002 im Regelfall zwei Jahre, beginnend mit Übergabe der Kaufsache. Diese kann vertraglich grundsätzlich geändert, komplett ausgeschlossen oder auf bis zu 30 Jahre ausgedehnt werden. Eine Ausnahme gilt lediglich für den Verbrauchsgüterkauf (§ 474 BGB), wo eine Verkürzung nur bei gebrauchten Kaufsachen und dort maximal auf ein Jahr möglich ist (§ 476 Abs. 2 BGB). Eine Verkürzung der Verjährungsfristen sowie ein Ausschluss von Mängelansprüchen (etwa bei Verschleißteilen) bei Neuwaren ist hingegen bei einem Verbrauchsgüterkauf vor Mitteilung des Mangels an den Unternehmer nicht möglich. Allerdings ergibt sich aus einem Umkehrschluss aus § 476 Abs. 2 BGB, dass eine Verkürzung der Verjährungsfristen bzw. ein Ausschluss der in § 437 genannten Ansprüche nach Mitteilung an den Unternehmer sehr wohl möglich ist, jedoch bedarf dies einer neuen Vereinbarung zwischen Käufer und Unternehmer.
Bei Nichtkaufleuten kann darüber hinaus für neue Sachen eine stärkere Verkürzung bzw. ein Haftungsausschluss nur einzelvertraglich, aber nicht durch AGB vereinbart werden.

### Mangel (Werkvertragsrecht)

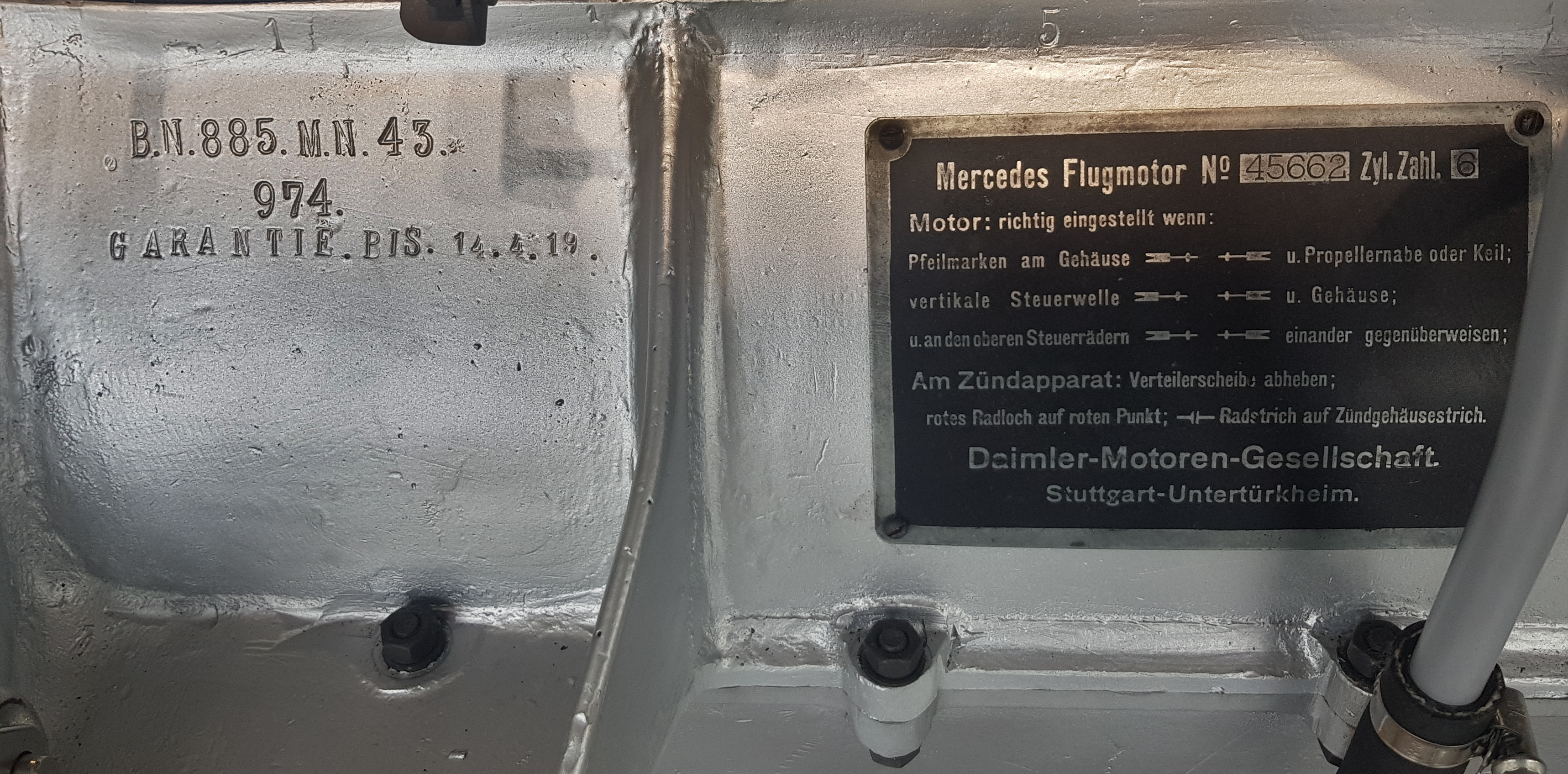
Ein „eisernes“ Garantieversprechen „bis 14.4.19“ an einem 1916 ausgelieferten Flugzeugmotor

Im Werkvertragsrecht liegt im Falle des Nacherfüllungsverlangens des Bestellers ('Kunden') das Wahlrecht beim Werkunternehmer: Der Unternehmer kann entscheiden, ob er den Mangel beseitigt oder ein neues Werk erstellt (vgl. § 635 Abs. 1 BGB).
Tritt 14 Tage nach der Beseitigung einer Verstopfung in einer Schmutzwassergrundleitung erneut eine Verstopfung auf, ist zu vermuten, dass die Beseitigung nicht mängelfrei erbracht wurde, da eine nachhaltige, langfristige Beseitigung der Ablagerungen geschuldet ist. Die Aufforderung, die erneute Verstopfung zu beheben, ist deshalb grundsätzlich kein vom Auftraggeber zu vergütender zweiter Werkvertrag, sondern eine Mängelbeanstandung, solange der Werkunternehmer nicht nachweist, dass die erneute Verstopfung durch unsachgemäßen Gebrauch verursacht wurde.
Bei medizinisch-technischen Leistungen (z. B. Implantkrone oder prothetischen Arbeiten) besteht eine Gewährleistung von 24 Monaten. Die Ansprüche jedoch sind an den behandelnden Zahnarzt zu stellen, der den Zahntechniker (Werkvertrag) beauftragt. Der Gesetzgeber hat in diesem Zeitraum auch die Möglichkeit zur „Nachbesserung“ eingeräumt. Bei einer zerstörten Vertrauensbasis aller Parteien (Patient, Zahnarzt, Zahntechniker) muss dieser Weg von beiden Seiten nicht beschritten werden.

## Österreichisches Gewährleistungsrecht

### Allgemeines
Gewährleistung ist in den §§ 922 ff. ABGB geregelt. Inhaltlich wurde das Gewährleistungsrecht in der EU durch die EU-Richtlinie 1999/44/EG vereinheitlicht und seit 1. Januar 2002 auch in Österreich umgesetzt. Im Gegensatz zum deutschen Recht ist die Gewährleistung mit der Reform des HGB zum Unternehmensgesetzbuch (UGB) mit 1. Januar 2007 in Österreich zentral, wie die meisten Leistungsstörungen, und generell im ABGB geregelt. Handelt es sich um ein Verbrauchergeschäft, können Gewährleistungsansprüche nicht ausgeschlossen oder eingeschränkt werden: Vor Kenntnis des Mangels sind die gewährleistungsrechtlichen Normen daher zwingend.
Gewährleistung regelt die von einem Verschulden unabhängige Haftung des Schuldners für Mangelhaftigkeit der erbrachten Leistung und dient so dem Ausgleich der subjektiven Äquivalenz – also dem Umstand, dass Übergeber und Übernehmer durch den Willen zum Vertragsschluss zum Ausdruck gebracht haben, ihnen sei die jeweilige Leistung im Austausch für die jeweilige Gegenleistung das jeweils Vereinbarte wert. Als Beispiel: Ein Übernehmer ist bereit, einen Plasma-Fernseher um EUR 1000,– zu kaufen, und ein Übergeber ist bereit, den Plasma-Fernseher um diesen Preis zu verkaufen.
Durch die Behelfe (Verbesserung/Austausch, Preisminderung, Wandlung) der Gewährleistung soll die subjektive Äquivalenz wiederhergestellt werden.
Die gesetzliche Gewährleistungspflicht beträgt in Österreich bei beweglichen Sachen zwei Jahre, bei unbeweglichen Sachen drei Jahre und bei Viehmängeln sechs Wochen. Die Gewährleistungsfrist beginnt mit der vollständigen Ablieferung der Leistung.
Der Oberste Gerichtshof legt vertragliche Haftungsausschlüsse (Gewährleistungseinschränkungen) sehr restriktiv aus.

### Mangel
Unter Mangel versteht man ein Abweichen der erbrachten Leistung vom vertraglich Geschuldeten. Jede Abweichung von der vertraglich geschuldeten Qualität oder Quantität stellt einen Mangel dar. § 922 ABGB spricht von „bedungenen oder gewöhnlich vorausgesetzten Eigenschaften“. Es kann zwischen Rechtsmangel und Sachmangel unterschieden werden, wobei das Gesetz den Terminus Sachmangel nicht verwendet und daher nur von einem Teil der Lehre vertreten wird. Ein Sachmangel ist ein Mangel, der der Sache körperlich anhaftet. Ein Rechtsmangel ist ein Mangel an der rechtlichen Position, den der Veräußerer dem Erwerber nach dem Vertrag verschaffen muss.
Kommt der Mangel innerhalb von sechs Monaten ab Übergabe hervor, wird vermutet, dass der Mangel bereits zur Zeit der Übergabe vorlag, es sei denn, dies ist mit der Art der Sache oder des Mangels unvereinbar (§ 924 ABGB). Nach Ablauf von sechs Monaten muss der Käufer bzw. Werkbestellter beweisen, dass der Mangel bereits zum Zeitpunkt der Übergabe zumindest dem Grunde nach vorhanden war.

### Die primären Gewährleistungsbehelfe
Das österreichische Gewährleistungsrecht ist ein zweistufiges System. Zuerst soll dem schlecht erfüllenden Übergeber die Möglichkeit gegeben werden, vertragskonform zu leisten und durch Verbesserung und Austausch die Äquivalenz herzustellen.

#### Verbesserung und Austausch
Austausch der Sache findet nur bei Gattungsschulden statt. Die Verbesserung oder der Austausch muss innerhalb einer angemessenen Frist vorgenommen werden mit möglichst geringen Unannehmlichkeiten für den Übernehmer, die Kosten trägt der Übergeber. Zu den primären Gewährleistungsbehelfen wird auch der „Nachtrag des Fehlenden“ gezählt, wenn es sich bei dem Mangel um einen Quantitätsmangel handelt. Der Übernehmer hat ein Wahlrecht zwischen diesen Ansprüchen.

### Die sekundären Gewährleistungsbehelfe
Sollten die primären Gewährleistungsbehelfe für den Übergeber unmöglich oder untunlich sein, kommen als sekundäre Gewährleistungsbehelfe die Preisminderung und die Wandlung des Vertrages zum Zuge. Diese Behelfe sind Gestaltungsrechte und keine Ansprüche.
Untunlichkeit bedeutet, dass Verbesserung oder Austausch nur mit einem unverhältnismäßig hohen Aufwand getätigt werden können (Details im § 932 Abs. 4 ABGB).

#### Preisminderung
Preisminderung bedeutet, dass der Preis der Sache nun auf den Wert der Sache angepasst wird. Bezahlt wurde der Preis für eine mangelfreie Sache, geleistet wurde jedoch eine mangelhafte Sache. Folglich entspricht der nun geminderte Preis dem Wert der mangelhaften Sache (siehe auch: Preisbildung).
Die Preisminderung wird anhand der sogenannten „relativen Berechnungsmethode“ durchgeführt, dabei wird das Verhältnis vom „Wert der mangelfreien Sache“ zum „Wert der mangelhaften Sache“ auf den gezahlten Kaufpreis angewandt (W:w = P:p).

#### Wandlung
Wandlung bedeutet, dass der Vertrag aufgehoben wird. Der Titel fällt nicht rückwirkend (also zum Zeitpunkt des einstigen Vertragsabschlusses) weg, sondern ab dem Zeitpunkt der Wandlung (ex-nunc-Wirkung), sodass dem Übergeber nur bereicherungsrechtliche Ansprüche zur Verfügung stehen. Gewandelt werden kann nur bei nicht geringfügigen Mängeln. Mit anderen Worten kann der Übernehmer bei einem bloß geringfügigen Mangel lediglich den Preis mindern.

## Schweizerisches Gewährleistungsrecht
„Schuldverhältnisse sind im Bundesgesetz vom 30. März 1911 betreffend die Ergänzung des Schweizerischen Zivilgesetzbuches – Fünfter Teil: Obligationenrecht (OR) – geregelt.“
Der Zeitraum für Gewährleistung beträgt grundsätzlich 2 Jahre. Bei Geschäften zwischen Unternehmern (B2B) oder mit Konsumenten (B2C) kann dieser Zeitraum unter jeweils bestimmten Voraussetzungen verkürzt werden. In beiden Fällen kann eine Gewährleistung per Vereinbarung – etwa für Gebrauchtwaren – allerdings völlig ausgeschlossen werden.

### In der EU (Recht der EG)
- Richtlinie 99/44/EG (PDF) des Europäischen Parlaments und des Rates vom 25. Mai 1999 zu bestimmten Aspekten des Verbrauchsgüterkaufs und der Garantien für Verbrauchsgüter
- Datenbank zum EU-Verbraucherrecht, die auch eine Sammlung von Urteilen zur Verbrauchsgüterkaufrichtlinie in Deutschland enthält

### Österreich
- Wirtschaftskammern Österreichs (Hrsg.): Übersicht Gewährleistung